# LUNA SEA (アルバム)
『LUNA SEA』（ルナシー）は日本のロックバンド、LUNA SEAの1枚目のオリジナルアルバムである。初回限定盤は、写真集ブックレット・ステッカー付き。2011年3月16日に発売された再録盤についても本項で紹介する。

## 概要
- LUNA SEAの1stアルバムであり、LUNA SEAとしてはインディーズ時代での唯一のCD作品である。当時XのYOSHIKIが主催していたExtasy Recordsからリリースされた。
- 全てがアルバム制作前にライブで披露されている[1]。
- レコーディングにかけた期間は3週間。制作費もインディーズにしてはいい方だった[1]。
- 実家から通うのが大変という理由で、国分寺のスタジオの上の宿所に布団を敷き、泊り込みで制作した。寝ていた時と同じ格好で、スタジオでのレコーディングに臨んだ[1]。
- 初めてレコーディングで方法論も無い中、「自分たちでプロデュースする」ことを押し通した事が裏目に出て、音質が悪くなってしまった[1]。
- SUGIZOは「あの頃が一番楽しかった。ガムシャラだったけど、すごく純粋だったから」と振り返っている[1]。
- 歌詞カードの最後にある「Special Thanks」の欄には、Extasy Records関係のバンド名が綴られているが、XとAIONのメンバーに関しては一人一人名前を出して書かれている。
- ジャケット写真は真冬の井の頭恩賜公園で撮影されたもの。
- 2007年12月5日に最新リマスタリング音源、DVDとの2枚組でユニバーサルミュージックより再発された。DVD内容は「MOON」「PRECIOUS...」のライブ映像。この2つの映像は1991年9月19日・日本青年館のものだが、収録されている音声は差し替えられたものである。

## 収録曲
| 全編曲: LUNA SEA。 |                                                   |            |           |       |
| #                  | タイトル                                          | 作詞       | 作曲      | 時間  |
| 1.                 | 「FATE」                                          | RYUICHI    | SUGIZO    | 1:20  |
| 2.                 | 「TIME IS DEAD」                                  | RYUICHI    | J         | 4:15  |
| 3.                 | 「SANDY TIME」                                    | RYUICHI    | INORAN    | 4:55  |
| 4.                 | 「BRANCH ROAD」                                   | RYUICHI    | SUGIZO    | 3:51  |
| 5.                 | 「SHADE」                                         | J・RYUICHI | J         | 3:46  |
| 6.                 | 「BLUE TRANSPARENCY 限りなく 透明に 近い ブルー」 | RYUICHI    | INORAN    | 3:44  |
| 7.                 | 「THE SLAIN」                                     | RYUICHI    | J         | 4:34  |
| 8.                 | 「CHESS」                                         | RYUICHI    | SUGIZO    | 3:05  |
| 9.                 | 「MOON」                                          | RYUICHI    | SUGIZO    | 4:41  |
| 10.                | 「PRECIOUS...」                                   | RYUICHI    | J         | 3:49  |
| 合計時間:          | 合計時間:                                         | 合計時間:  | 合計時間: | 38:00 |

### 楽曲解説
1. FATE
演奏時間が1分20秒とLUNA SEAの楽曲の中でも極めて短い曲。演奏にはツーバスまたはツインペダルを必要とする。
2. TIME IS DEAD
Jが生まれて初めて作曲したという「SEXUAL PARVASION」（1stデモテープ「LUNACY」に収録）という曲が原曲となっている。LUNA SEAとして初のオリジナル曲で、現在に至るまでライブでの定番曲である[2]。
3. SANDY TIME
クリーントーンのギターと歪んだギターの組み合わせの曲である。ライブではSUGIZOが長尺のギターソロやステージパフォーマンスを織り交ぜた、攻撃的なアレンジが加えられる。
4. BRANCH ROAD
情事をテーマにした歌詞の曲。
5. SHADE
元々2ndデモテープ「SHADE」に収録されていたものの再録。2ビートのナンバーだが、間奏で3拍子が出てくるという構成。SUGIZOがヴァイオリンを担当した。
GLAYが「LUNATIC FEST.」にて、本曲をカバーした[3]。
6. BLUE TRANSPARENCY 限りなく 透明に 近い ブルー
副題の「限りなく透明に近いブルー」は、村上龍の小説の題名からそのまま採ったもので、歌詞も小説の内容と同じく麻薬中毒がテーマとなっている。
7. THE SLAIN
曲中に時計の音が使用されており、そのまま次の曲に繋がる。
8. CHESS
前曲の時計の音がしばらく鳴ったあと、プロペラの起動音が鳴り響き、ベースの独奏後、演奏が開始される。歌詞は人間の戦争を神々のゲーム（チェス）に例えている。LUNA SEAの曲の中で一番テンポが速い。
9. MOON
ディレイのかかったギターがイントロから続く4分の3拍子のナンバー。次作のメジャーデビューアルバム『IMAGE』でリメイクされる。後にライヴアルバム『NEVER SOLD OUT』にも収録され、作曲者であるSUGIZO自身、心から納得できた（納得できるクォリティに達した）のはこの時（1996年の「真冬の野外」ライヴ）が初めてだったと語っている[4]。『LUNA SEA MEMORIAL COVER ALBUM -Re:birth-』では、土屋昌巳によってカバーされている。
10. PRECIOUS...
初期の頃からライブで頻繁に演奏され、終幕ライブ「THE FINAL ACT」でも2日とも演奏された。『LUNA SEA MEMORIAL COVER ALBUM -Re:birth-』では、メリーによってカバーされている。

## セルフカバー盤（2011年）
- 上記全曲を再録音したセルフカバー・アルバム。エイベックス移籍後第1弾で、2ndデモテープ「SHADE」復刻版カセットテープと「UNDER THE NEW MOON TOUR 1991」ツアーロングTシャツが封入されたBOXタイプ、スペシャル特典ムービーが収録されたDVD付属のタイプ、CDのみ（初回盤はスリーブケース、ステッカー封入）の3タイプで発売。
- LUNA SEAが再始動した2010年の「REBOOT」後、LUNA SEAとしての最初のCD作品。メンバー5人が揃って新たにスタジオ・レコーディングした楽曲を収録した作品としては2000年のベストアルバム『PERIOD 〜THE BEST SELECTION〜』以来約10年ぶりのリリース。
- DVDに収録の「SHADE-EXTREME CLIP」は2010年12月25日に行われた「LUNACY 黒服限定GIG ～the Holy Night～」の映像を中心に編集したもの。

### 収録曲
| 全編曲: LUNA SEA。 |                                                   |       |            |      |
| #                  | タイトル                                          | 作詞  | 作曲・編曲 | 時間 |
| 1.                 | 「FATE」                                          |       |            | 1:25 |
| 2.                 | 「TIME IS DEAD」                                  |       |            | 4:32 |
| 3.                 | 「SANDY TIME」                                    |       |            | 5:15 |
| 4.                 | 「BRANCH ROAD」                                   |       |            | 4:05 |
| 5.                 | 「SHADE」                                         |       |            | 4:24 |
| 6.                 | 「BLUE TRANSPARENCY 限りなく 透明に 近い ブルー」 |       |            | 3:49 |
| 7.                 | 「THE SLAIN」                                     |       |            | 4:45 |
| 8.                 | 「CHESS」                                         |       |            | 3:16 |
| 9.                 | 「MOON」                                          |       |            | 7:55 |
| 10.                | 「PRECIOUS...」                                   |       |            | 4:29 |
| 合計時間:          | 合計時間:                                         | 43:55 |            |      |

### 楽曲解説
1. FATE
2. TIME IS DEAD
3. SANDY TIME
4. BRANCH ROAD
5. SHADE
6. BLUE TRANSPARENCY 限りなく透明に近いブルー
7. THE SLAIN
8. CHESS
トラック開始のタイミングが変更されており、時計の音は前曲に最後まで収録されているため、プロペラの回る音から始まる。
9. MOON
次作『IMAGE』収録バージョンの構成で再録。
10. PRECIOUS...
ベストアルバム『PERIOD 〜THE BEST SELECTION〜』でも再録されているが、本作のレコーディングに伴い2度目の再録を行った。

- DVD

1. SHADE-EXTREME CLIP

- デモテープ

A面
1. SHADE
2. SEARCH FOR REASON
3. SUSPICIOUS

B面は何も収録されていない